# Kapillarbrechende Schicht
Als kapillarbrechende Schicht oder Rollierung wird eine Lage aus Schotter unterhalb der Gründungssohle oder des Fußbodens eines Bauwerkes bezeichnet, welche ebenso wie eine Horizontalsperre die kapillare Weiterleitung von Bodenfeuchtigkeit oder Grundwasser unterbricht (siehe auch: Aufsteigende Feuchte).
Im Straßen- und Wegebau wird die kapillarbrechende Schicht als Frostschutzschicht bezeichnet.
Alternativ eignen sich auch viele andere Materialien zum Schutz vor Erdfeuchte durch Unterbrechung der Kapillarität. Diese werden aber meist nach ihrer primären Funktion als Dichtungsbahn, Dränungs- oder Dämmschicht bezeichnet.
Vor der Einführung der modernen Arten der Bauwerksabdichtung nach der DIN 18195, wie der Schwarzen und der Weißen Wanne, wurden kapillarbrechende Schichten zur Reduzierung der Durchfeuchtung von Kellerräumen und erdberührenden Fußböden eingesetzt.
Bei Fundamenten in einer Tiefe bis etwa 1 Meter diente die Schotterschicht zugleich auch als Dränung unter Fundamenten und Bodenplatten, um Wasseransammlungen unmittelbar unterhalb der Gründung der Bauwerks zu vermeiden, die insbesondere durch Frost-/Tau-Wechsel zu Setzungs- und Materialschäden führen können.
Traditionell wird eine kapillarbrechend Schicht durch eine wenigstens 15 cm (teils bis 60 cm) starke Lage aus nicht bindiger Gesteinskörnung wie Grobkies der Körnung 16/32 mm (Durchmesser des kleinsten/größten Korns aus der Kornverteilungslinie) gebildet. Generell kann ein rolliges (nicht-bindiges), gut verdichtbares, frostunempfindliches und relativ unnachgiebiges Mineralgemisch der Körnung 0/45 mm (z. B. Bodengruppe: GW, weitgestufter Kies) zum Einsatz kommen.
Feiner oder verschmutzter Kies ist zu vermeiden. Bei sehr feuchtem Untergrund kann bereits ein Staubbelag auf dem Kies der Feuchtigkeit den kapillaren Aufstieg ermöglichen.
Art und Aufwand der Abdichtungsmaßnahmen richtet sich nach anstehender Bodenart, dem höchsten Grundwasserstand und der angestrebten Raumnutzung.
Bei höheren Anforderung an die Trockenheit des Kellers oder Fußbodens ist zusätzlich eine horizontale Abdichtung nach der ehemaligen DIN 18195 bzw. der DIN 18533 für erdberührte Flächen anzuordnen.
Vor dem Betonieren einer Sauberkeitsschicht, einer Bodenplatte oder eines Fundaments, wird oft eine PE-Folie oder ein Vlies auf der kapillarbrechenden Schicht ausgelegt, um zu verhindern, dass der Beton in den Kies läuft. Häufig empfiehlt es sich, zwischen anstehendem Untergrund und Rollierung bzw. Tragschicht ein Trennvlies zu verlegen, um „Durchmischungsprozesse“ oder ungleiche Tragschichtmächtigkeiten durch ein Einsacken bei nachgiebigem Untergrund (wie z. B. Schluff, Ton) zu verhindern.
Ist eine Wärmedämmung unter der Bodenplatte vorgesehen, so kann Glasschaumschotter anstelle von Kies verwendet werden, um eine kapillarbrechende Schicht herzustellen, die zugleich gute Dämmeigenschaften besitzt. Glasschaumschotter erlaubt keinen kapillaren Feuchtigkeitstransport.